# (278398) 2007 QF5
(278398) 2007 QF5 es un asteroide perteneciente al cinturón de asteroides, región del sistema solar que se encuentra entre las órbitas de Marte y Júpiter.
Fue descubierto el 26 de agosto de 2007 por Rolf Apitzch desde el observatorio de Wildberg.

## Designación y nombre
Designado provisionalmente como 2007 QF5.

## Características orbitales
(278398) 2007 QF5 está situado a una distancia media del Sol de 3,132 ua, pudiendo alejarse hasta 3,403 ua y acercarse hasta 2,861 ua. Su excentricidad es 0,086 y la inclinación orbital 8,440 grados. Emplea 2024,58 días en completar una órbita alrededor del Sol.
Pertenece a la familia de asteroides de (221) Eos.
Los próximos acercamientos a la órbita de Júpiter ocurrirán el 21 de mayo de 2026, el 30 de septiembre de 2036 y el 22 de mayo de 2109.

## Características físicas
La magnitud absoluta de (278398) 2007 QF5 es 16,00.